# Abate Pico della Mirandola
Abate Pico della Mirandola, pseudonimo di Alessandro Pico della Mirandola (Bologna, 1705 – Madrid, 1787), è stato un nobile e politico italiano, ultimo discendente maschio della casata dei Pico della Mirandola.
Visse per quasi tutta la vita in esilio a Madrid, molto stimato per suoi talenti; benché non fosse sacerdote, vestì sempre la tonaca, facendosi chiamare abate.

## Biografia
Figlio naturale legittimato di Giovanni Pico della Mirandola, marchese di Quarantoli (a sua volta figlio di Alessandro II Pico della Mirandola), e di Isabella Caterina Barbieri, venne battezzato nella Cattedrale di Bologna il 21 febbraio 1705. A seguito della sconfitta nell'assedio della Mirandola della primavera 1705, la famiglia Pico accusata di fellonia venne scacciata dalla Mirandola, che fu venduta a Rinaldo I d'Este, duca di Modena. L'imperatore Giuseppe I d'Asburgo gli assegnò una pensione di 25 doppie a titolo di alimento unitamente agli zii Galeotto, Maria Isabella e Maria Celeste.
Laureatosi all'Università di Siena dopo sei anni di studi, gli fu spianata la strada della carriera ecclesiastica da parte dello zio cardinale Lodovico Pico della Mirandola, che gli fece ottenere il 20 agosto 1739 da papa Clemente XII la bolla di dispensa dall'illegittimità, che gli permise di ordinarsi e di avere accesso ai benefici ecclesiastici; tuttavia rimase semplicemente tonsurato, vestendo la tonaca e facendosi chiamare abate. In seguito si trasferì in Spagna, seguendo il cugino Francesco Maria II e, da allora, risiedette per tutta la vita a Madrid presso la Corte spagnola, dove ricoprì vari uffici e ottenne varie prebende ed onorificenze, tra cui l'arcidiaconato di Cordoba, di cui gli fu dato possesso il 25 ottobre 1743.
Il 3 novembre 1744 fu nominato Somigliero di cortina del Re di Spagna, con la missione di accompagnare l'infanta Maria Teresa Raffaella di Borbone-Spagna, insieme alla duchessa della Mirandola, fino alla frontiera francese.

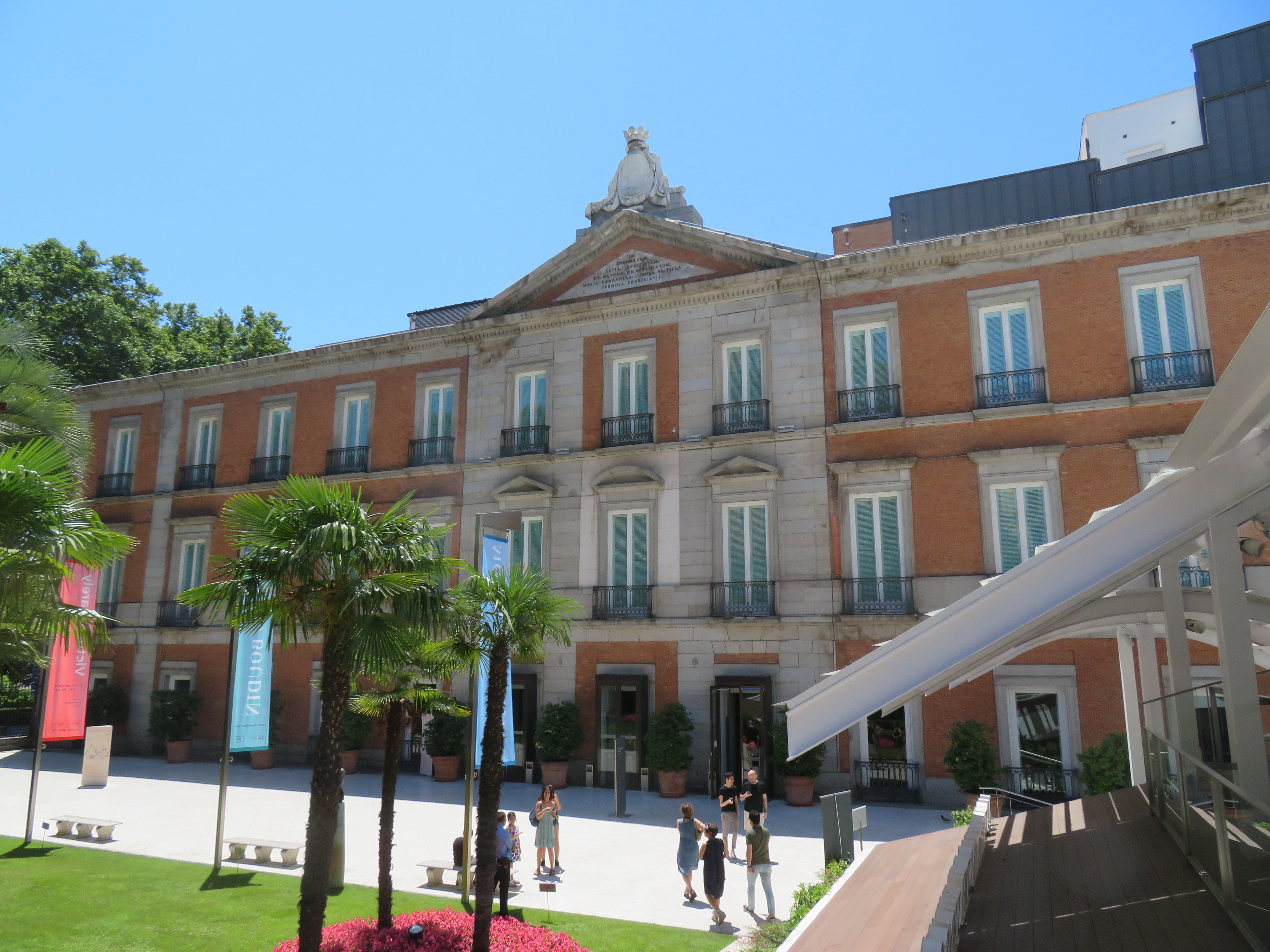
Palazzo di Villahermosa, Madrid

Nel 1748, rimasto l'ultimo discendente maschio della casata dei Pico della Mirandola, sposò in segreto Margherita Eleonora Pio di Savoia y Spinola (1720-1796), figlia di Francesco Pio di Savoia y de Moura, principe di San Gregorio, duca di Nocera e marchese di Castel Rodrigo, e di Giovanna Spinola y La Cerda, dei duchi del Sesto; dal matrimonio non nacquero figli. I coniugi commissionarono all'architetto Francisco Sánchez la costruzione del palazzo di Villahermosa (oggi sede del Museo Thyssen-Bornemisza), la cui facciata rifletteva la complessa personalità dell'abate Pico, con una mescolanza di elementi architettonici italiani, francesi e spagnoli ed un'eleganza inusuale per la Madrid dell'epoca. L'edificio fu venduto il 18 ottobre 1771 a Juan Pablo de Aragón-Azlor, duca di Villahermosa per la somma di 2.220.544,11 reales.
Presso la corte di re Ferdinando VI di Spagna, si distinse come uomo dal raffinato gusto artistico, possessore di una collezione di dipinti e commediografo. La sua opera Il vellocino d'oro (tradotto in spagnolo come El vellón de oro) fu rappresentata per la prima volta al palazzo del Buon Ritiro nel 1749 con musica di Giovanni Battista Mele, e venne ricompensata con 13.000 reales, oltre ad una cassa d'oro decorata con brillanti e due barili di tabacco; la serenata Le Mode (tradotta in spagnolo Las Modas) fu eseguita nel 1754, con musica di Nicola Conforto, al Palazzo Reale di Aranjuez e venne premiata con un anello impreziosito da un brillante rotondo. Giacomo Casanova lo ricordò nelle sue memorie come "degnissimo uomo di spirito e venerabile per età", durante una sua visita nel 1768 a Madrid. Fu amico intimo del marchese Girolamo Grimaldi.
Nel 1754 re Ferdinando VI lo nominò ministro del Consiglio del Tesoro. Il successore re Carlo III lo confermò membro della Camera delle imposte uniche del Consiglio del Tesoro (4 luglio 1770) e lo nominò cavaliere pensionato dell'Ordine di Carlo III (28 dicembre 1772). Fu direttore spirituale della chiesa-ospedale di Madrid, per la quale contrastò le ingerenze del Nunzio apostolico.
Morì a Madrid nel 1787, all'età di 82 anni, e venne sepolto nel Gran convento degli agostiniani recolletti (detto anche Convento di Copacabana), distrutto nel XIX secolo. Nel suo testamento del 1787 istituì alcune scuole a Madrid; furono altresì fondate alcune Opere Pie in Sicilia.

## Ascendenza
|                                                                               |   |                                             | Genitori                                                        |  |  | Nonni |  |  | Bisnonni                                                           |  |  | Trisnonni                                                                    |  |
|                                                                               |   |                                             |                                                                 |  |  |       |  |  | Galeotto IV Pico della Mirandola, principe ereditario di Mirandola |  |  | Alessandro I Pico della Mirandola, duca di Mirandola e marchese di Concordia |  |
|                                                                               |   |                                             |                                                                 |  |  |       |  |  | Galeotto IV Pico della Mirandola, principe ereditario di Mirandola |  |  | Alessandro I Pico della Mirandola, duca di Mirandola e marchese di Concordia |  |
|                                                                               |   | Eleonora Segni                              |                                                                 |  |  |       |  |  | Galeotto IV Pico della Mirandola, principe ereditario di Mirandola |  |  |                                                                              |  |
| Alessandro II Pico della Mirandola, duca di Mirandola e marchese di Concordia |   |                                             |                                                                 |  |  |       |  |  | Galeotto IV Pico della Mirandola, principe ereditario di Mirandola |  |  |                                                                              |  |
|                                                                               |   | Maria Cybo-Malaspina                        | Carlo I Cybo-Malaspina, principe di Massa e marchese di Carrara |  |  |       |  |  |                                                                    |  |  |                                                                              |  |
|                                                                               |   | Maria Cybo-Malaspina                        | Carlo I Cybo-Malaspina, principe di Massa e marchese di Carrara |  |  |       |  |  |                                                                    |  |  |                                                                              |  |
|                                                                               |   | Maria Cybo-Malaspina                        | Brigida Spinola, patrizia genovese                              |  |  |       |  |  |                                                                    |  |  |                                                                              |  |
| Giovanni Pico della Mirandola, marchese di Quarantoli                         |   | Maria Cybo-Malaspina                        |                                                                 |  |  |       |  |  |                                                                    |  |  |                                                                              |  |
|                                                                               |   | Alfonso III d'Este, duca di Modena e Reggio | Cesare d'Este, duca di Modena e Reggio                          |  |  |       |  |  |                                                                    |  |  |                                                                              |  |
|                                                                               |   | Alfonso III d'Este, duca di Modena e Reggio | Cesare d'Este, duca di Modena e Reggio                          |  |  |       |  |  |                                                                    |  |  |                                                                              |  |
|                                                                               |   | Alfonso III d'Este, duca di Modena e Reggio | Virginia de' Medici                                             |  |  |       |  |  |                                                                    |  |  |                                                                              |  |
| Anna Beatrice d'Este                                                          |   | Alfonso III d'Este, duca di Modena e Reggio |                                                                 |  |  |       |  |  |                                                                    |  |  |                                                                              |  |
|                                                                               |   | Isabella di Savoia                          | Carlo Emanuele I, duca di Savoia                                |  |  |       |  |  |                                                                    |  |  |                                                                              |  |
|                                                                               |   | Isabella di Savoia                          | Carlo Emanuele I, duca di Savoia                                |  |  |       |  |  |                                                                    |  |  |                                                                              |  |
|                                                                               |   | Isabella di Savoia                          | Catalina Micaela de Austria                                     |  |  |       |  |  |                                                                    |  |  |                                                                              |  |
| Alessandro Pico della Mirandola, marchese di Quarantoli e Concordia           |   | Isabella di Savoia                          |                                                                 |  |  |       |  |  |                                                                    |  |  |                                                                              |  |
|                                                                               | … | …                                           |                                                                 |  |  |       |  |  |                                                                    |  |  |                                                                              |  |
|                                                                               | … | …                                           |                                                                 |  |  |       |  |  |                                                                    |  |  |                                                                              |  |
|                                                                               | … | …                                           |                                                                 |  |  |       |  |  |                                                                    |  |  |                                                                              |  |
| …                                                                             | … |                                             |                                                                 |  |  |       |  |  |                                                                    |  |  |                                                                              |  |
|                                                                               |   | …                                           | …                                                               |  |  |       |  |  |                                                                    |  |  |                                                                              |  |
|                                                                               |   | …                                           | …                                                               |  |  |       |  |  |                                                                    |  |  |                                                                              |  |
|                                                                               |   | …                                           | …                                                               |  |  |       |  |  |                                                                    |  |  |                                                                              |  |
| Isabella Caterina Barbieri                                                    |   | …                                           |                                                                 |  |  |       |  |  |                                                                    |  |  |                                                                              |  |
|                                                                               |   | …                                           | …                                                               |  |  |       |  |  |                                                                    |  |  |                                                                              |  |
|                                                                               |   | …                                           | …                                                               |  |  |       |  |  |                                                                    |  |  |                                                                              |  |
|                                                                               |   | …                                           | …                                                               |  |  |       |  |  |                                                                    |  |  |                                                                              |  |
| …                                                                             |   | …                                           |                                                                 |  |  |       |  |  |                                                                    |  |  |                                                                              |  |
|                                                                               |   | …                                           | …                                                               |  |  |       |  |  |                                                                    |  |  |                                                                              |  |
|                                                                               |   | …                                           | …                                                               |  |  |       |  |  |                                                                    |  |  |                                                                              |  |
|                                                                               |   | …                                           | …                                                               |  |  |       |  |  |                                                                    |  |  |                                                                              |  |
|                                                                               |   | …                                           |                                                                 |  |  |       |  |  |                                                                    |  |  |                                                                              |  |